# マリンロード (蒲郡市)

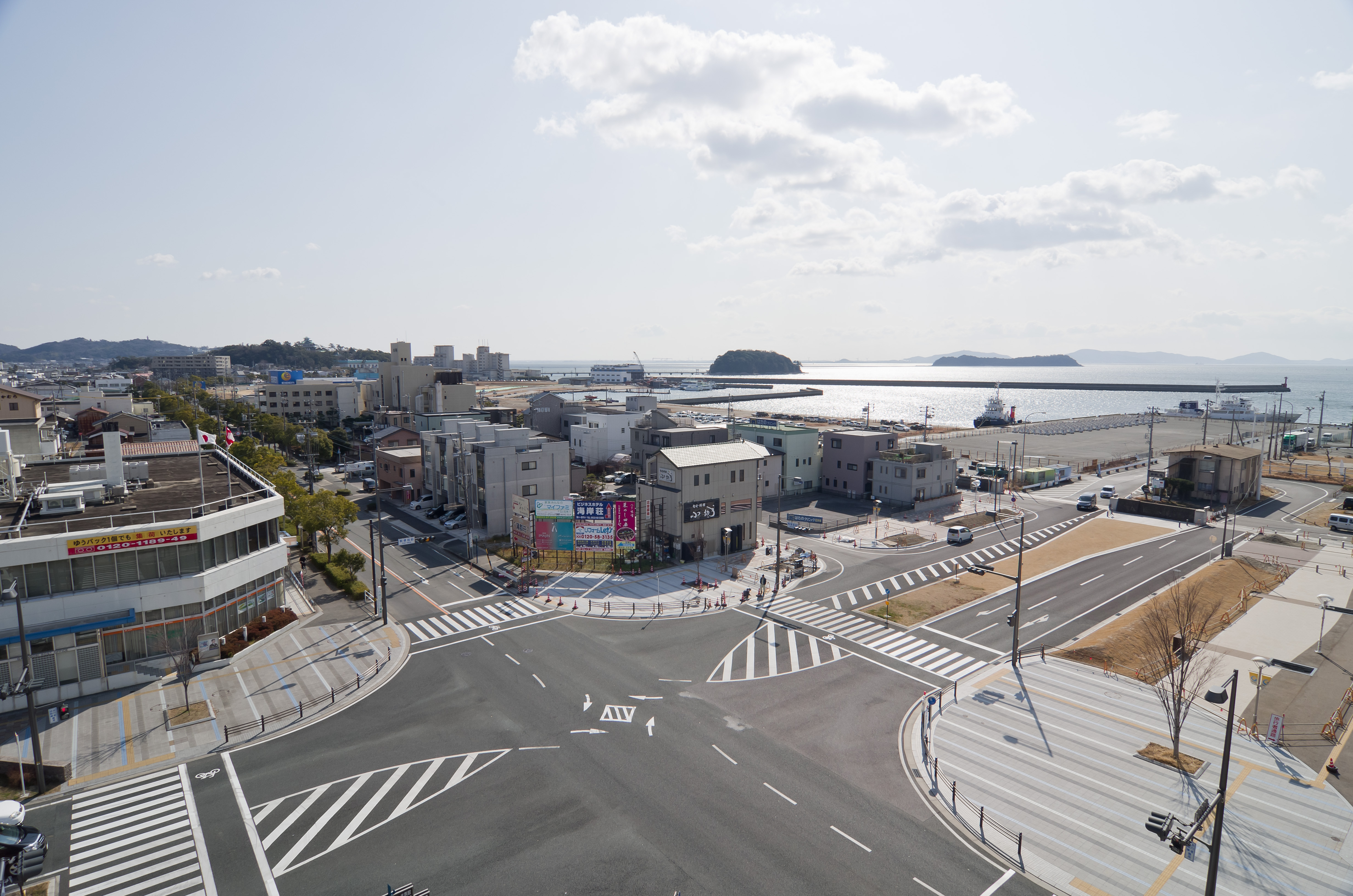
街路樹が並ぶ海沿いの道路がマリンロード

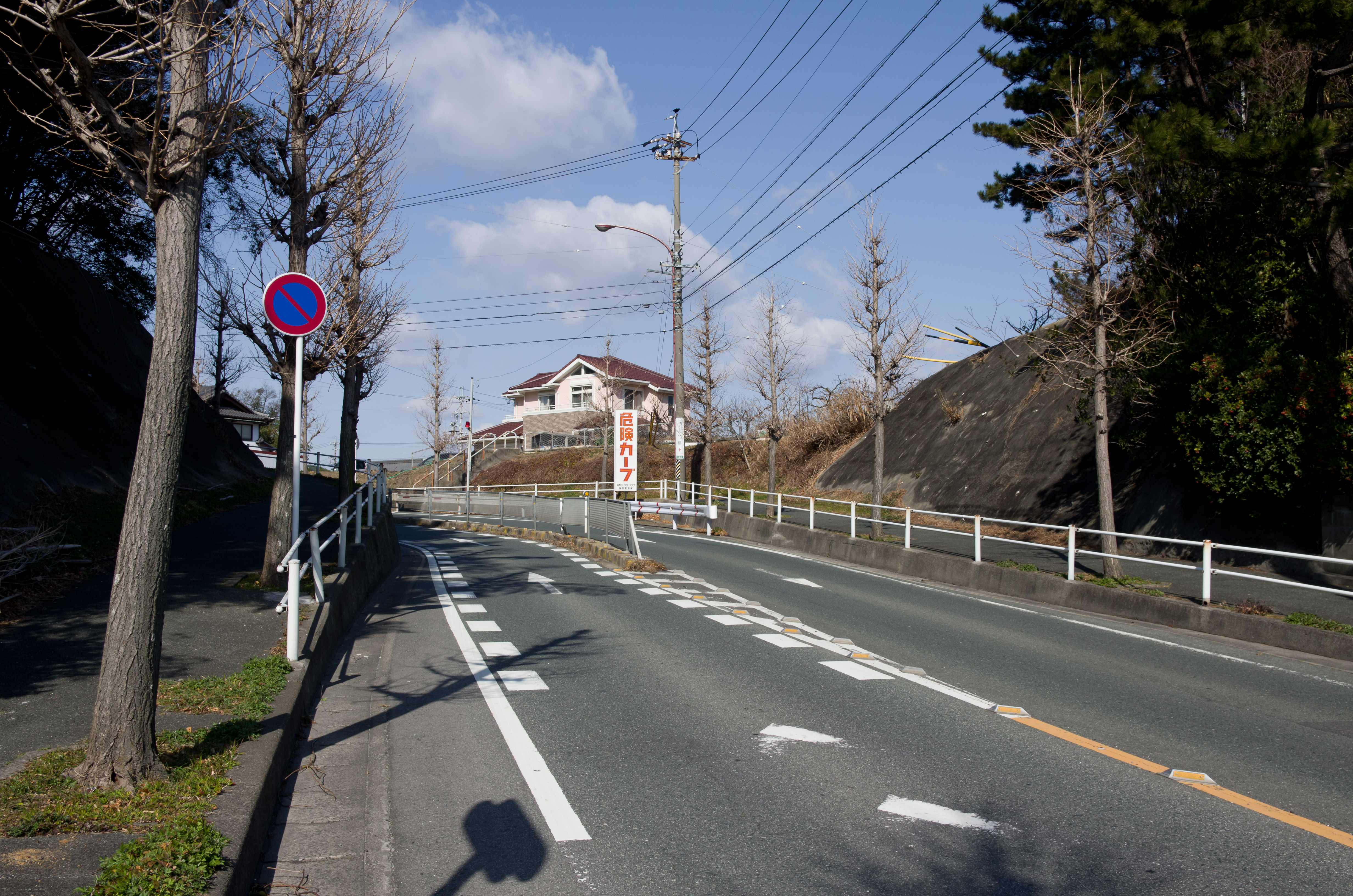
竹島町の急カーブ（「危険カーブ」の注意看板あり）

マリンロードとは、愛知県蒲郡市南部を三河湾沿いに通る道路の愛称名である。

## 概要
蒲郡市の南部海岸地域を横断する道路で、通り沿いには蒲郡市博物館・蒲郡情報ネットワークセンター・竹島水族館などの教育文化・普及啓蒙機能、竹島・蒲郡クラシックホテル・三谷温泉などの観光機能、アピタ・エイデンなどの商業施設、三谷漁港・愛知県立三谷水産高等学校などの漁業関連、その他蒲郡市民会館･蒲郡商工会議所･蒲郡郵便局など、蒲郡市でとくに重要な施設が建ち並んでいる。
「マリンロード」の名が表すように海沿いを通り、三河湾の海原や竹島など景色を楽しむことができる。八剣神社前交差点から硯橋交差点までは国道23号・愛知県道371号豊岡三谷港線との重複区間で必然的に交通が集中しやすく、自動車が日中渋滞する光景が常である。硯橋交差点から若宮公園までの区間はかなり道幅が広い道路だが国道23号に比較して交通量は少なめである。

## 通行上の注意
蒲郡市竹島町23番8号付近では車両は急カーブに注意。

## 接続･合流する路線
- 緑地公園通り（蒲郡市）
- 中央通り（蒲郡市）
- 愛知県道370号蒲郡港線
- 国道23号
- 愛知県道371号豊岡三谷港線

## 沿線・周辺
| - 潮止橋 - 海岸公園･竹島ふ頭緑地 - 医療法人北辰会蒲郡厚生館病院 - 蒲郡市博物館 - 蒲郡市民会館 - 蒲郡商工会議所 - 蒲郡情報ネットワークセンター・生命の海科学館 - アピタ蒲郡店 - 竹島埠頭 - 蒲郡港 - 蒲郡郵便局 - エイデン蒲郡店 - 竹島水族館 - 竹島 | - 竹島園地 - 海辺の文学記念館 - 蒲郡温泉郷（ホテル竹島・蒲郡クラシックホテル） - 竹島ファンタジー館（旧・蒲郡ファンタジー館） - 愛知県立三谷水産高等学校 - 三谷漁港 - 八剱神社 - 蒲郡警察署三谷交番 - 蒲郡市役所東出張所 - 硯橋 - ドミー三谷店 - 若宮公園 - 三谷温泉郷 |